# Partido Verde (Estados Unidos)
O Partido Verde (Green Party, em inglês) é um partido político de esquerda dos Estados Unidos fundado em 2001. O Partido passou a chamar a atenção da mídia nacional após o apoio à candidatura de Ralph Nader à presidência na eleição de 2000. Nesta eleição, Nader foi acusado por muitos membros do Partido Democrata e também de alguns membros de seu partido, por ter sido culpado pela derrota de Al Gore, o candidato democrata naquele ano. O grau de impacto de Nader na eleição de 2000 permanece controverso.
Posteriormente, a agremiação elegeu políticos para governo local, sendo que parte dos seus membros não são considerados filiados. O partido, que é o quarto maior dos Estados Unidos, promove o ambientalismo, a não violência, justiça social, democracia participativa, igualdade de gênero, direitos LGBT e o antirracismo. Em 2016, o partido se auto-descreveu como "eco-socialista".

## Resultados eleitorais

### Eleições presidenciais
| Data | Candidato        | Cl. | Votos     | %           | +/-     | Colégio Eleitoral | +/-     | Status     |
| ---- | ---------------- | --- | --------- | ----------- | ------- | ----------------- | ------- | ---------- |
| 1996 | Ralph Nader      | 4.º | 685 297   | 0,7 / 100,0 |         | 0 / 538           |         | Não Eleito |
| 2000 | Ralph Nader      | 3.º | 2 882 955 | 2,7 / 100,0 | 2,0     | 0 / 538           | Estável | Não Eleito |
| 2004 | David Cobb       | 7.º | 119 859   | 0,1 / 100,0 | 2,6     | 0 / 538           | Estável | Não Eleito |
| 2008 | Cynthia McKinney | 6.º | 161 797   | 0,1 / 100,0 | Estável | 0 / 538           | Estável | Não Eleito |
| 2012 | Jill Stein       | 4.º | 469 627   | 0,4 / 100,0 | 0,3     | 0 / 538           | Estável | Não Eleita |
| 2016 | Jill Stein       | 4.º | 1 457 216 | 1,1 / 100,0 | 0,7     | 0 / 538           | Estável | Não Eleita |
| 2020 | Howie Hawkins    | 4.º | 405 034   | 0,3 / 100,0 | 0,8     | 0 / 538           | Estável | Não Eleito |

### Câmara dos Representantes
| Data | Cl.  | Votos   | %            | +/-     | Mandatos | +/-     | Status            |
| ---- | ---- | ------- | ------------ | ------- | -------- | ------- | ----------------- |
| 1992 | 6.º  | 134 072 | 0,14 / 100,0 |         | 0 / 438  |         | Extra-parlamentar |
| 1994 | 10.º | 52 096  | 0,07 / 100,0 | 0,07    | 0 / 438  | Estável | Extra-parlamentar |
| 1996 | 10.º | 42 510  | 0,05 / 100,0 | 0,02    | 0 / 438  | Estável | Extra-parlamentar |
| 1998 | 8.º  | 70 932  | 0,11 / 100,0 | 0,06    | 0 / 438  | Estável | Extra-parlamentar |
| 2000 | 6.º  | 260 087 | 0,26 / 100,0 | 0,15    | 0 / 438  | Estável | Extra-parlamentar |
| 2002 | 5.º  | 297 187 | 0,40 / 100,0 | 0,14    | 0 / 438  | Estável | Extra-parlamentar |
| 2004 | 5.º  | 344 549 | 0,30 / 100,0 | 0,1     | 0 / 438  | Estável | Extra-parlamentar |
| 2006 | 5.º  | 243 391 | 0,29 / 100,0 | 0,01    | 0 / 438  | Estável | Extra-parlamentar |
| 2008 | 5.º  | 580 263 | 0,47 / 100,0 | 0,18    | 0 / 438  | Estável | Extra-parlamentar |
| 2010 | 5.º  | 252 688 | 0,29 / 100,0 | 0,18    | 0 / 438  | Estável | Extra-parlamentar |
| 2012 | 5.º  | 372 996 | 0,30 / 100,0 | 0,01    | 0 / 438  | Estável | Extra-parlamentar |
| 2014 | 5.º  | 246 567 | 0,30 / 100,0 | Estável | 0 / 438  | Estável | Extra-parlamentar |
| 2016 | 5.º  | 515 263 | 0,42 / 100,0 | 0,11    | 0 / 438  | Estável | Extra-parlamentar |
| 2018 | 5.º  | 276 877 | 0,22 / 100,0 | 0,2     | 0 / 438  | Estável | Extra-parlamentar |
| 2020 | 5.º  | 90 121  | 0,06 / 100,0 | 0,16    | 0 / 438  | Estável | Extra-parlamentar |

### Senado
| Data | Cl. | Votos   | %            | +/-     | Mandatos em disputa | Total   | +/-     | Status            |
| ---- | --- | ------- | ------------ | ------- | ------------------- | ------- | ------- | ----------------- |
| 2000 | 4.º | 685 289 | 0,90 / 100,0 |         | 0 / 34              | 0 / 100 |         | Extra-parlamentar |
| 2002 | 6.º | 94 702  | 0,20 / 100,0 | 0,70    | 0 / 34              | 0 / 100 | Estável | Extra-parlamentar |
| 2004 | 5.º | 157 671 | 0,20 / 100,0 | Estável | 0 / 34              | 0 / 100 | Estável | Extra-parlamentar |
| 2006 | 5.º | 295 935 | 0,50 / 100,0 | 0,30    | 0 / 33              | 0 / 100 | Estável | Extra-parlamentar |
| 2008 | 6.º | 427 427 | 0,70 / 100,0 | 0,20    | 0 / 33              | 0 / 100 | Estável | Extra-parlamentar |
| 2010 | 5.º | 516 517 | 0,80 / 100,0 | 0,10    | 0 / 37              | 0 / 100 | Estável | Extra-parlamentar |
| 2012 | 6.º | 212 103 | 0,20 / 100,0 | 0,60    | 0 / 33              | 0 / 100 | Estável | Extra-parlamentar |
| 2014 | 5.º | 152 555 | 0,32 / 100,0 | 0,12    | 0 / 33              | 0 / 100 | Estável | Extra-parlamentar |
| 2016 | 5.º | 695 604 | 0,97 / 100,0 | 0,65    | 0 / 33              | 0 / 100 | Estável | Extra-parlamentar |
| 2018 | 5.º | 200 599 | 0,22 / 100,0 | 0,75    | 0 / 33              | 0 / 100 | Estável | Extra-parlamentar |
| 2020 | 4.º | 258 348 | 0,03 / 100,0 | 0,19    | 0 / 33              | 0 / 100 | Estável | Extra-parlamentar |